# Club 2 de Mayo
Club Sportivo 2 de Mayo is een Paraguayaanse voetbalclub uit de stad Pedro Juan Caballero, gelegen in het department Amambay. De club werd opgericht op 6 december 1935. De thuiswedstrijden worden gespeeld in het Monumental Río Parapití, dat plaats biedt aan 25.000 toeschouwers. De clubkleuren zijn blauw-wit.

## Erelijst
Nationaal
- Tweede divisie

Winnaar: (1) 2005
- Derde divisie

Winnaar: (2) 2003, 2011

## Eindklasseringen
| Seizoen | A/C | №  | Clubs | Divisie        | Duels | Winst | Gelijk | Verlies | Doelsaldo | Punten |
| ------- | --- | -- | ----- | -------------- | ----- | ----- | ------ | ------- | --------- | ------ |
| 2008    | A   | 5  | 12    | Liga Paraguaya | 22    | 9     | 4      | 9       | 27–25     | 31     |
| 2008    | C   | 11 | 12    | Liga Paraguaya | 22    | 4     | 10     | 8       | 26–33     | 22     |
| 2009    | A   | 11 | 12    | Liga Paraguaya | 22    | 4     | 6      | 12      | 23–34     | 18     |
| 2009    | C   | 10 | 12    | Liga Paraguaya | 22    | 6     | 4      | 12      | 25–27     | 22     |